# Harold Shapero
Harold Samuel Shapero est un compositeur américain né le 29 avril 1920 – mort le 17 mai 2013.

## Biographie

### Ses débuts
Shapero est né à Lynn, Massachusetts le 29 avril 1920. Avec sa famille, il s'installe non loin, à Newton. Enfant, il apprend le piano, et pendant des années, il est pianiste pour des orchestres de danse. Avec un ami, il crée le Hal Kenny Orchestra, une formation de jazz de l'époque swing. Mais il s'intéresse davantage à la musique classique. Dans sa jeunesse, il eut notamment comme professeurs Nicolas Slonimsky (éditeur du dictionnaire biographique des musiciens, de Baker) en 1936 et Ernst Křenek en 1937. Il entre à Harvard à 18 ans, où il devient ami de Leonard Bernstein. Il étudie la composition avec Walter Piston en 1938. Il étudie également avec Paul Hindemith au Berkshire Music Center en 1940-41.
Shapero fut l'un des premiers étudiants de Tanglewood après sa fondation dans les années 1940. Quand Igor Stravinsky est professeur à Harvard en 1940, Shapero lui montre sa Nine-Minute Overture. Il avait alors l'espoir qu'on joue son Ouverture à Tanglewood, mais Hindemith décida qu'aucune partition ne serait jouée cet été. Cependant, Aaron Copland constitua à la hâte un orchestre pour jouer les compositions des élèves, dont l'Ouverture, de Shapero. Shapero obtient le Prix de Rome en 1941 pour sa Nine-Minute Overture, ce qui équivalait à une somme de 1 000 dollars. La Seconde Guerre mondiale l'empêcha de profiter de sa résidence en Italie prévue par le prix.
À Harvard, il a obtenu les bourses Naumberg et Paine. Après un diplôme en 1941, Shapero poursuivit ses études avec Nadia Boulanger à la Longy School of Music en 1942-43. Pendant cette période, il fut aussi en contact avec Stravinsky, qui l'aida par ses critiques de ses compositions.

### Années d'après-guerre
La production de Shapero est abondante dans les années 1940, et comprend trois sonates pour piano, la sonate pour violon et piano, et nombre de chants et d'œuvres pour ensemble de chambre. Son œuvre la plus importante est la Symphony pour orchestre classique, d'une durée de 45 minutes, en quatre mouvements.
En 1945, Shapero épouse Esther Geller, artiste peintre. L'année suivante, il gagne le deuxième concours annuel George Gershwin Memorial avec sa Serenade in D, qui comprenait une exécution d'un mouvement de la pièce au Carnegie Hall, le 13 février 1946. Le prix permet aussi la publication de ses partitions.
Dans les années 1940, Shapero est étroitement associé aux élèves diplômés de Piston, Arthur Berger et Irving Fine, dans le mouvement que Copland avait le premier appelé l'"école Stravinsky" des compositeurs américains. Il est aussi affilié à l'"école de Boston" qui comprend Arthur Berger, Lukas Foss, Irving Fine, Alexei Haieff et Claudio Spies. Shapero obtient la bourse universitaire Guggenheim en 1946. 
Sa popularité décroît dans les années 1960 alors que son style néo-classique rencontre une résistance croissante, particulièrement dans les milieux musicaux académiques. 
En 1951, il est diplômé de l'American Academy à Rome. La même année, l'Université Brandeis lui offre un poste et il devient par la suite président du département de musique et crée son propre studio de musique électronique, avec les synthétiseurs les plus performants de l'époque. Il enseigne à Brandeis pendant trente-sept ans. Parmi ses élèves les plus en vue, John Adams, Gustav Ciamaga, Scott Wheeler, et Richard Wernick.
Lorsqu'il reçoit sa seconde bourse Fulbright en 1961, Shapero saisit l'occasion pour voyager avec sa famille en Europe pendant un an. En 1971, il repart en Europe, pour être compositeur en résidence à l'American Academy de Rome.
En 1988, Shapero prend sa retraite de l'université Brandeis. Encouragé par l'intérêt que porte André Previn à son œuvre à la fin des années 1980, Shapero revient à la composition. Ses œuvres tardives comprennent Trois chants hébraïques, pour ténor, piano et orchestre à cordes (1989), et peu de temps avant sa mort, les  24 Bagatelles pour piano.
Shapero meurt dans une maison médicalisée de Cambridge, Massachusetts, le 17 mai 2013, des suites de complications dues à une pneumonie.

## Principales œuvres
- Trio à cordes (1937)
- Cinq poèmes d'e. e. cummings, pour baryton et piano (1938)
- Sonate pour trompette (1940)
- Nine-Minute Overture (1940)
- Quatuor à cordes (1941)
- Sonate pour piano à quatre mains (1941)
- Sonate pour violon (1942)
- Trois Amateur Sonatas (1944)
- Sérénade en ré majeur pour orchestre à cordes (1945)
- Variations en ut mineur pour piano (1947)
- Symphonie pour orchestre classique (1947)
- The Traveler Ouverture, révisée en symphonie (1948)
- Sonate pour piano en fa mineur (1948)
- Credo pour orchestre (1955)
- On Green Mountain pour ensemble de jazz (1957)
- Partita pour piano et petit orchestre (1960)
- Trois chants hébraïques, pour ténor, piano et cordes (1988)
- In the Family, pour trombone et flûte (1991)
- Six for Five, pour quintette à vent (1995)
- Concerto pour trompette (1995)
- Quintette à cordes en ré, arrangement de Sérénade en ré (1998)
- Whittier Songs pour soprano, ténor, flûte, violoncelle et piano (2005–2007)

## Sources
- Notices d'autorité :   - VIAF
  - ISNI
  - BnF (données)
  - LCCN
  - GND
  - CiNii
  - Belgique
  - Pays-Bas
  - Israël
  - NUKAT
  - Norvège
  - Lettonie
  - WorldCat

- (en) Cet article est partiellement ou en totalité issu de l’article de Wikipédia en anglais intitulé « Harold Shapero » (voir la liste des auteurs).